# 相磯舞
相磯 舞（あいそ まい、1980年5月26日 - ）は、フリーアナウンサー。

## 経歴
千葉県習志野市出身。明治学院大学在籍中は「明治学院大学スポーツ愛好会」に所属していたほか、3年次の2001年6月8日には、桑田佳祐の楽曲「波乗りジョニー」のPVに、水着姿で飛び跳ねる役で出演した。その為、本人がパーソナリティーを務めるラジオ番組では、サザンオールスターズをフィーチャーすることが多い。
YBCでは2009年、それまで担当していた長澤紗希子が妊娠し、出産・育児休暇をとったことに伴い地上デジタル放送推進大使の任務を引き継いだ。私生活では、2009年9月24日に自らの担当ラジオ番組でその数日前に結婚したことを発表した。そのためか、2010年に撮影された山形県地上デジタル推進協議会のCMでは、小芝居カット部分で母親役となった（父親役はNHK山形の山田朋生）。
2012年3月6日に自らの担当するテレビ番組『ピヨ卵ワイド430』内で「しばらく入院すること」を発表した。
2012年5月上旬、ラジオの仕事から仕事復帰。自らの担当するテレビ番組『ピヨ卵ワイド430』は6月1日から復帰した。
2017年、10月に山形放送を退社した。

## 人物
- 「礼儀・誠実・常に笑顔！！」がモットーで元気と笑顔があふれるアナウンサー。
- 体格がいい。本人は「骨格が立派である」と言っている。
- お風呂には毎日1時間以上入り、気分によって入浴剤を使い分けている。
- とにかく何かを買うことが好きなくらい買い物が好きである。並んでいる商品を見ているだけで幸せとか。
- 趣味と言っていいほど様々なダイエットに挑戦してみたが、どれも三日坊主で効果はないとの事。
- 千葉県出身のため、プロ野球は大の千葉ロッテマリーンズファン。（YBCのアナウンサーコラム「アナBoo!」第428回無題より）

## 現在の担当番組
現在は退社済みのためなし。

## 以前担当した番組
- ピヨ卵ワイド（テレビ）
- 得報!週刊あいそ屋（テレビ）
- ぷにゅギャザ（テレビ）
- 山形市政の目（テレビ）
- 野村證券経済情報（テレビ）
- YBCハッピーロード（ラジオ）金曜日
- ダイハツドライビングミュージック（ラジオ）
- やまがたサンデー5
- YBCニュース
- ミュージックブランチ（ラジオ）水曜担当

## その他
- ごくせん THE MOVIE（リポーター役）
- 小川の辺